# Tuningen
Tuningen est une commune de Bade-Wurtemberg (Allemagne), située dans l'arrondissement de Forêt-Noire-Baar, dans le district de Fribourg-en-Brisgau.